# Antônio Augusto de Carvalho Chaves
Antônio Augusto de Carvalho Chaves (Macaíba, 26 de março de 1875 — 3 de maio de 1949) foi um político brasileiro.
Foi interventor federal no Paraná, de 6 de fevereiro a 12 de março de 1947.